# Haapsalu
Haapsalu (tysk og svensk: Hapsal) er en by i landskabet Läänemaa i det nordvestlige Estland.
Haapsalu ligger på Estlands vestkyst og har 9.812 (2023) indbyggere. Den er hovedby for amtet Läänemaa og kommunen Haapsalu. Haapsalu er et gammelt bispesæde og er siden, i lighed med Pärnu, blevet kendt som kurby, idet havbunden omkring byen er præget af sort slam, der anvendes til mudderbade. Byen var det foretrukne kursted for den russiske tsarfamilie og fik i den anledning en jernbaneforbindelse. Den er nu atter nedlagt, men byens stationsbygning rummer det estiske jernbanemuseum.
Haapsalu var indtil 2. verdenskrig et kulturelt centrum for Estlands svenske mindretal, der boede i egnene nord for byen og i Haapsalu bl.a. havde en svensk afdeling af det lokale gymnasium. Befolkningsgruppen mindes endnu i Aibolands Museum, der beskæftiger sig med den svenske kultur.
Haapsalus mest besøgte seværdighed er Bispeborgen, der delvis er en ruin, men også rummer byens største protestantiske kirke, der af navn er domkirke. Domkirken er kendt for sin "hvide dame" (Valge daam), et optisk fænomen. Pjotr Ilich Tchaikowski besøgte byen og slottet og komponerede tre stykker klavermusik "Souvenir de Hapsal" (op.2, TH 125), det første af hvilke er netop "Ruines d'un château". Endvidere findes en estisk-ortodoks kirke. Byen er herudover præget af lave træhuse og af sin beliggenhed på to lave næs, der omslutter flere mindre vige.
I Haapsalu boede i en stor del af sin barndom den nu svenske illustrator Ilon Wikland, der har doneret mange af sine originale værker til et galleri i byen.

## Galleri
- Haapsalu bispeborgs ruiner
- Haapsalu bispeborgs kirke
- Haapsalu bispeborgs ruiner
- Den russisk-ortodokse Maarja kirik (Mariakirke)
- Perron på Haapsalu station
- Vandtårn ved Haapsalu station
- Smedie ved Haapsalu station
- Apotek ved Haapsalu station
- Haapsalu rådhus

## Ekstern henvisning
- Wikimedia Commons har flere filer relateret til Haapsalu
- Aibolands Museum for den estlandssvenske kultur